# Calzada de Tlalpan

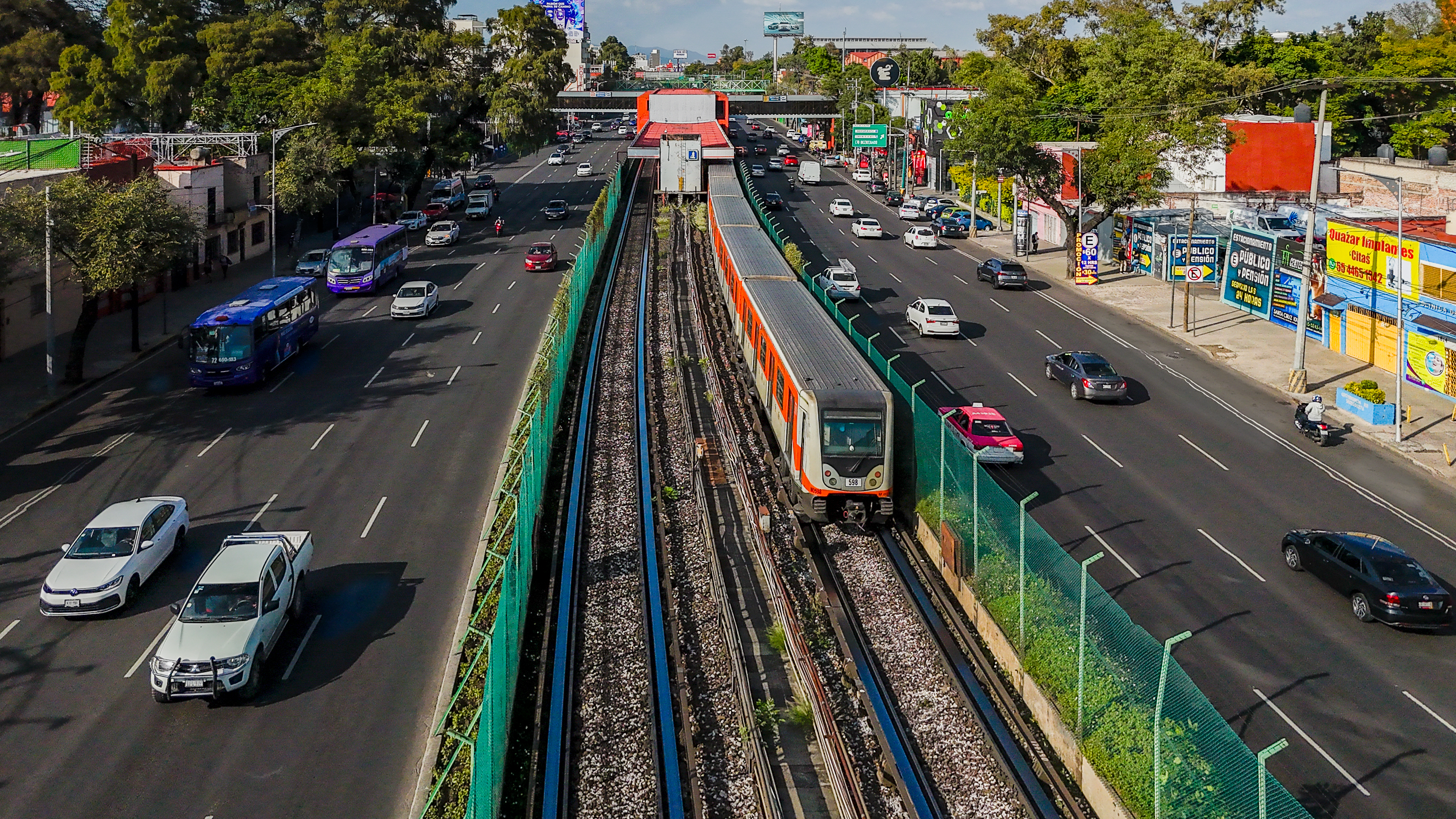
Blick auf die Calzada de Tlalpan unweit der U-Bahn-Station „General Anaya“

Die Calzada de Tlalpan ist eine der ältesten und wichtigsten Verkehrsachsen von Mexiko-Stadt. Mit einer Gesamtlänge von 18 km (einschließlich der mit ihr in nördlicher Richtung verbundenen Straßen Avenida Pino Suárez und Calzada San Antonio Abad) verbindet sie das Stadtzentrum mit den im Süden gelegenen Bezirken Coyoacán und Tlalpan. Südlich von Tlalpan geht sie in die Autopista del Sol (México 95D) über, die bis nach Acapulco führt.

## Bedeutung der „Calzada“
Die Bezeichnung „Calzada“ stammt vom lateinischen Begriff „calciata“, der in der Antike für eine „gepflasterte Straße“ von großer Bedeutung verwendet wurde.

## Verlauf
Die Straße beginnt im Norden beim Viaducto Río de la Piedad als Fortsetzung der unmittelbar südlich des Zócalo beginnenden Avenida José Maria Pino Suárez und der diese ab der gleichnamigen Metrostation in südliche Richtung fortsetzenden Calzada San Antonio Abad. Entlang der Calzada de Tlalpan führt auch die Linie 2 der U-Bahn von Mexiko-Stadt, die ab dem Zócalo unterirdisch bereits entlang der beiden nördlich anschließenden Straßen verkehrt und auf der Calzada de Tlalpan fast ausschließlich oberirdisch in der Straßenmitte verläuft. Im Bereich der Calzada de Tlalpan befinden sich (von Nord nach Süd) die – allesamt oberirdisch gelegenen – U-Bahn-Stationen Viaducto, Xola, Villa de Cortés, Nativitas, Portales, Ermita, General Anaya sowie die Endstation Tasqueña.

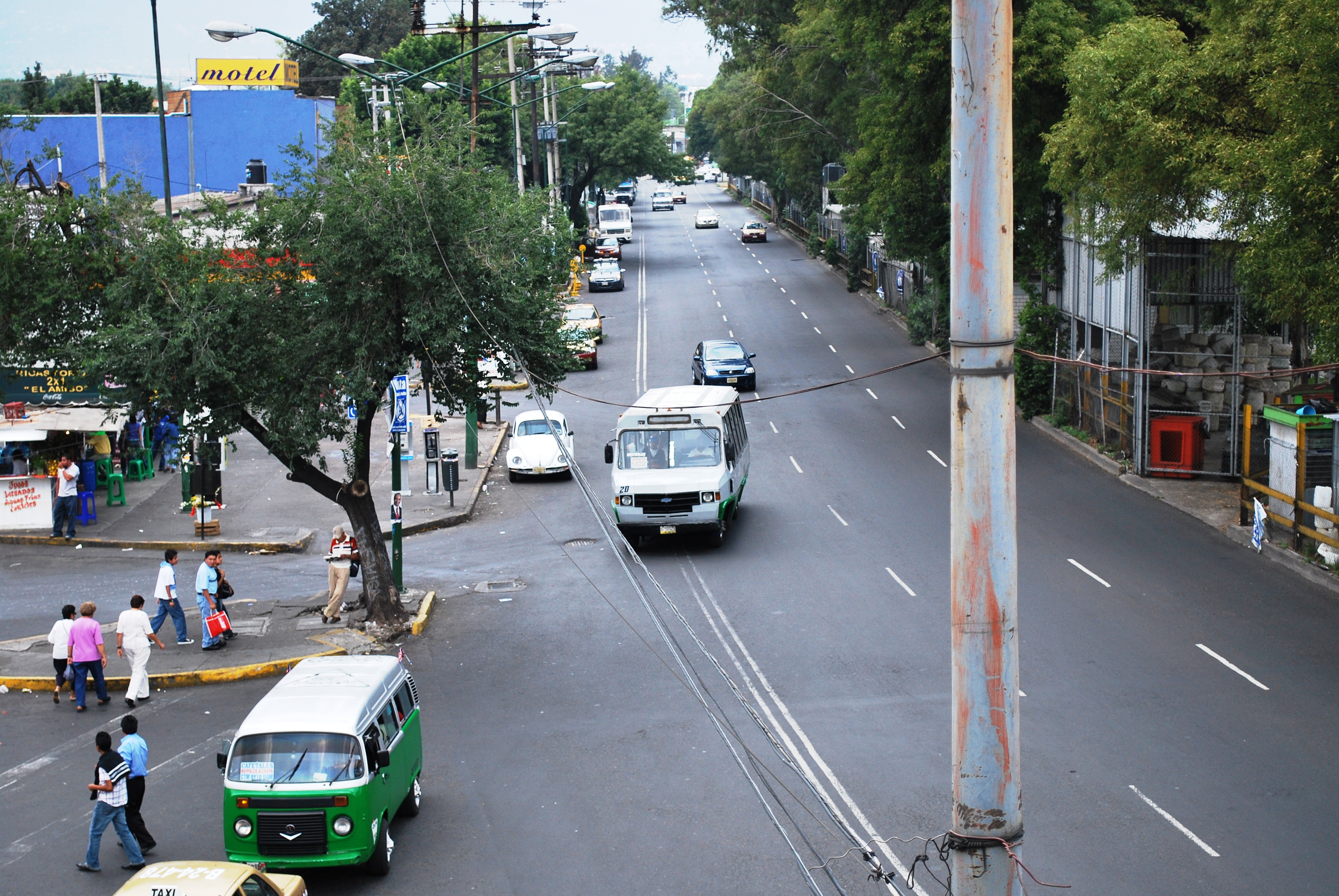
Mikrobusse in der Nähe des Aztekenstadions

Von Tasqueña aus verkehrt in südlicher Richtung der Tren ligero bis nach Xochimilco. Auch dieser fährt ausschließlich oberirdisch und zunächst entlang der Calzada de Tlalpan, wo er die Stationen Las Torres, Ciudad Jardín, La Virgen, Xotepingo, Nezahualpilli, Registro Federal, Textitlán und El Vergel bedient. In deren unmittelbarer Nähe teilt sich die Straße und setzt sich in südwestlicher Richtung unter ihrer bisherigen Bezeichnung fort, während sie weiter östlich ihre Fortsetzung unter der Bezeichnung Viaducto Tlalpan nimmt. Die nächste und letzte Station des Tren ligero auf der ursprünglichen Calzada de Tlalpan ist das Estadio Azteca, bevor die Bahnlinie sich von der Straße trennt und ihre Fortsetzung in Richtung Xochimilco nimmt.
Die Calzada de Tlalpan endet an der Avenida Insurgentes Sur, die rund 400 m südlich mit der zuvor geteilten Straße Viaducto Tlalpan zusammentrifft und gemeinsam mit ihr in die Autopista del Sol (México 95D) übergeht, die über Cuernavaca bis nach Acapulco führt.

## Geschichte

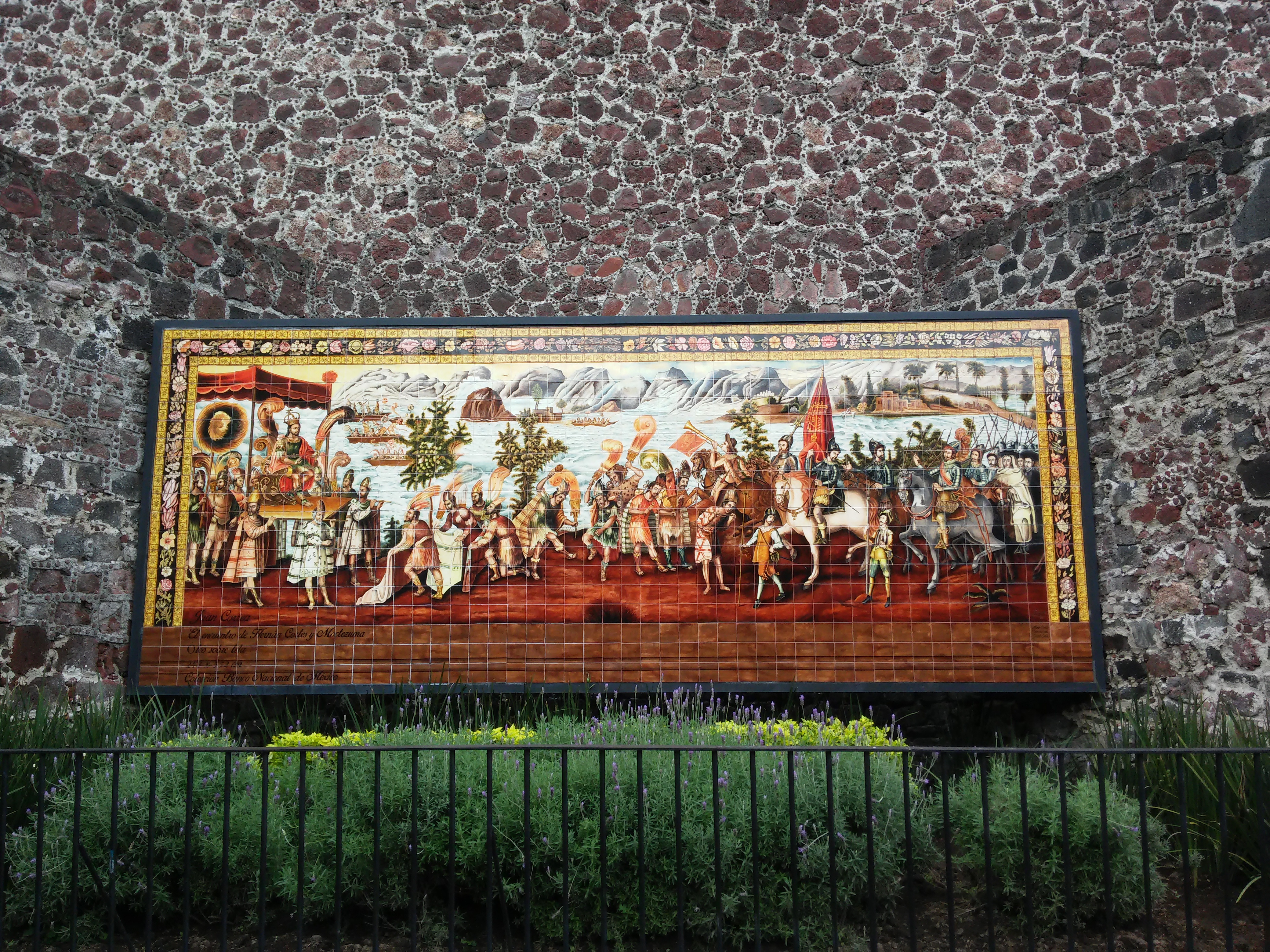
Dieses Mosaik an der Av. Pino Suárez erinnert an die erste Begegnung zwischen Moctezuma und Cortés im Jahr 1519

Der Bau der ursprünglichen Straße wurde bereits 1432 begonnen und sie war am 8. November 1519 Schauplatz eines der wichtigsten Ereignisse der mexikanischen Geschichte; des ersten Zusammentreffens des Aztekenherrschers Moctezuma mit dem spanischen Konquistador Hernán Cortés.
Bereits 1565 galt die Straße als eine der wichtigsten Verkehrsachsen im Vizekönigreich Neuspanien. Gegen Mitte des 19. Jahrhunderts erhielt die vorherige „Calzada de San Agustin de las Cuevas“ ihren heutigen Namen.
Um das Jahr 1800 existierten auf der Strecke zwischen dem Stadtzentrum und Tlalpan bereits Straßenbahnen, die von Eseln gezogen wurden und später durch elektrisch betriebene Straßenbahnen ersetzt wurden. 1970 wurde der nördliche Streckenabschnitt durch die U-Bahn-Linie 2 ersetzt und 1986 auch der südliche Abschnitt durch den Tren Ligero.
Am 20. Oktober 1975 kam es im Bereich der Straße zu einem der schwersten U-Bahn-Unfälle in Mexiko-Stadt, als beim Zusammenstoß von zwei Zügen der Linie 2 zwischen den U-Bahn-Stationen Chabacano und Viaducto 31 Menschen ums Leben kamen und mehr als 70 schwer verletzt wurden. Grund dafür war Untersuchungen zufolge, dass einer der beiden U-Bahn-Fahrer das Stopsignal missachtet haben und aus dem Zug gesprungen sein soll. Für dieses Fehlverhalten wurde er zu einer zwölfjährigen Haftstrafe in Lecumberri verurteilt.
Die heutige Straße ist mindestens 52 Meter breit. Etwa 60 Prozent davon entfallen auf den Autoverkehr, etwa ein Viertel auf den U-Bahn-Verkehr und der Rest von maximal 15 Prozent auf den Fußgängerverkehr.